# Hapalogenys merguiensis
Hapalogenys merguiensis és una espècie de peix pertanyent a la família dels hemúlids.

## Descripció
- La femella pot arribar a fer 24,2 cm de llargària màxima i el mascle 17,9.
- 6 espines i 14-14 radis tous a l'aleta dorsal i 3 espines i 9-10 radis tous a l'anal.
- Nombre de vèrtebres: 24.[5][6]

## Hàbitat
És un peix marí, pelàgic-nerític i de clima tropical que viu entre 78 i 180 m de fondària.

## Distribució geogràfica
Es troba a l'Índic oriental: Myanmar i Tailàndia.